# والتر إس. هورتون
والتر إس. هورتون (بالإنجليزية: Walter S. Horton)‏ هو محامي أمريكي، ولد في 3 ديسمبر 1857 في إلينوي في الولايات المتحدة، وتوفي في 13 مارس 1944 في بيوريا في الولايات المتحدة.